# 加时赛
加时赛是在比赛的常规时间中，因为平局（和局）而未能分出胜负，需要额外的一段比赛时间。

## 各種運動的延長賽
- 在足球比赛的淘汰赛阶段，如果双方在常规赛时间内打成平局，则进入30分钟的加时赛，分為上下兩個半場，各15分鐘。如加时赛仍旧打成平局，则双方轮流互射点球来决出胜负。国际足联曾推行驟死賽，亦即加时赛中先入球者胜，稱為「黃金入球」（簡稱金球），但是后来取消了这个规定，再行銀球制，即加時賽上半場若其中一隊領先，就不須進行加時下半場，加時上半場領先一方獲勝，但最終銀球制亦被取消，所以按照目前規則，不論加時上半場是否有一隊打破僵局，都會進行加時下半場的比賽。另外，足球比赛还有补时的规定，需要与加时相区别。
- 在篮球和橄榄球比赛中，如果双方在常规赛时间内打成平局，则进入加时赛。如加时赛仍旧打成平局，则再进行一场加时赛，以此类推。
- 在冰球比赛中，突然死亡法和加时赛打平则增加一轮加时赛的方法都有采用。
- 在跆拳道比賽中，如果雙方在正規時間打成平手，則進行延長賽。在延長賽中首先得分者，獲勝（即驟死賽）。
- 在棒球比賽中，如果雙方在正規的9局內平手，則加賽到雙方分出勝負的那一局結束為止，職業棒球賽事的例行賽通常在12局打完仍平分時，該場比賽為和局而結束。有時會在打到一定的局數（如12局）後改採類似驟死賽的「突破僵局制」；但到一定局數後保留比賽下場再戰或者完全沒限制最多局數的狀況亦時常出現。

## 另見
- 提前結束比賽